# Jeroni Jacint Espinosa

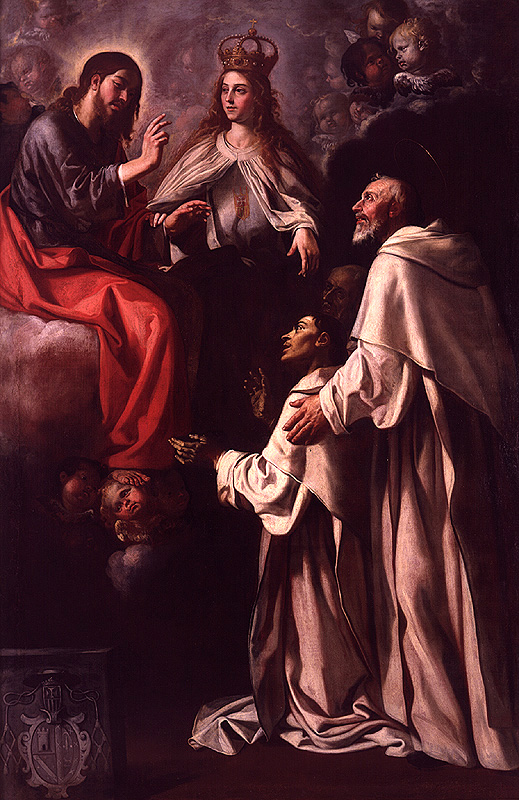
Sant Pere Nolasc intercedint pels seus frares malalts

Jeroni Jacint de Espinosa (Cocentaina, 18 de juliol de 1600 — València, 1667), fou un pintor barroc valencià, de la mateixa generació que Esteve March, fill del pintor val·lisoletà Jerónimo Rodríguez de Espinosa. Aquest s'havia traslladat a la localitat del Comtat cap al 1596 i es casà amb Aldonça Lleó. Tingueren sis fills, el tercer dels quals fou Jeroni Jacint, batejat el 20 de juliol del 1600. Passa la seua infantesa a cocentaina fins que el 1612 tota la família es trasllada a la ciutat de València.
La seua primera formació es dona al taller patern, amb només dotze anys, es diu que pintà un Naixement d'un Sant (probablement Sant Joan Baptista), quadre en què demostra el seu coneixement de l'obra de Ribalta i un precoç interès pel naturalisme. Amb dèsset anys, el 19 d'octubre de 1616 exactament, s'inscriu al Col·legi de Pintors de València, acabat de crear i amb figures com Porta, Sarinyena o Ribalta. El Col·legi li demanà tres anys més al costat de son pare si volia ser considerat mestre.
El 1622 es casà amb Jerònima de Castro, filla d'un comerciant valencià. L'any següent pinta i signa el Crist del Rescat, a partir d'aquesta obra inicia una llarga sèrie d'encàrrecs. Els nombrosos retrats que pinta donen testimoni de la seua gran capacitat com a retratista, com els de fra Jeroni Mos, el d'Alonso de Camañas (comte de Faura) o l'atribuït de Pasqual de Borja i Centelles (comte d'Oliva).

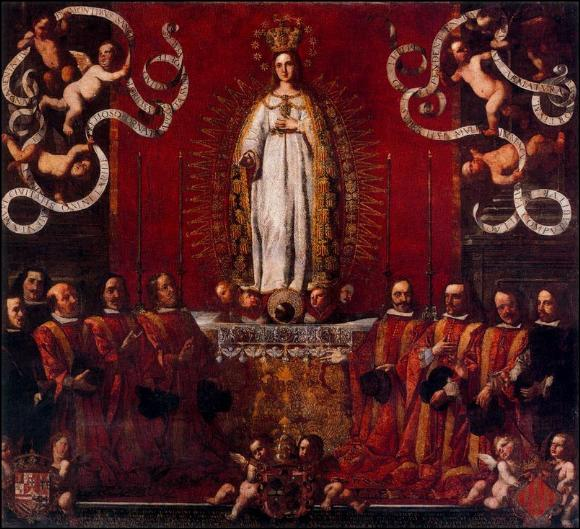
Immaculada amb els Jurats de la ciutat de València

Espinosa rebé la influència d'Orrente, en obres com el Martiri de Sant Marcel o el Martiri de Sant Pere Màrtir de Verona (obra atribuïda, procedent de l'església de Sant Nicolau de València, on també es conserven dues escenes del mateix retaule: el Naixement de la Verge i Naixement de sant Joan). L'altra influència sobre Espinosa, més profunda si cap, serà la de Francesc Ribalta. L'empremta de Ribalta és notable en el Sant Sopar de Morella, que segueix la mateixa escena pintada per Ribalta per a l'altar del Col·legi del Patriarca de València. Desapareguts els Ribalata (Francesc i Joan) en la dècada de 1630 el seu prestigi i activitat augmentaren considerablement, fins a la seua mort serà el pintor valencià més reconegut.
El pintor tractaria en diverses ocasions el tema de la Verge amb l'infant en les seues obres, són exemples els quadres del Museu Municipal de València, la Mare de Déu del Roser a la basílica dels Desemparats o la Verge i l'Infant en un tron amb àngels del Prado. Una altra temàtica important en la seua obra són les figures de sants aïllades, com el Sant llorenç i sant Vicent Màrtir, Sant Ramón Nonat del Prado, Sant tomàs de Villanueva al Museu de Belles Arts de València, etc. Molts dels quadres que pintà estan signats i datats, cosa que en facilita el seguiment de la seua trajectòria, en la qual s'evidencia una evolució bastant tímida.
A final de la seua carrera li encarregaran una sèrie de quadres de temàtica relacionada amb els mercedaris, Missa de sant pere Nolasc, Aparició de la Verge a sant Pere Nolasc, Descobriment de la Mare de Déu del Puig, etc. Ja el 1665 elabora l'ambiciós projecte del quadre de la Comunió de la Magdalena per a l'altar major de l'església dels caputxins de Massamagrell, que es conserva al Museu de Belles Arts de València actualment. Per relació amb els frares mercedaris se'l relaciona amb Zurbarán, tant per la temàtica com pels paral·lelismes formals entre tots dos.
Fet testament, mor a València el 20 de febrer de 1667, se'l soterra al convent de Sant Doménec. Deixà inacabat un Martiri de sant Leocidi i santa Glisèria per al Col·legi del Patriarca, el quadre l'acabà i entregà el seu fill Jeroni Espinosa de Castro. Entre els seus deixebles que seguiren amb el seu estil està el seu fill, i influí en artistes com Vicent Salvador i Gómez, Pau Pontons o Gaspar de la Huerta.

## Relació d'obres destacades

### Obres datades
- El miracle del Crist del Rescat, oli sobre llenç (243 x 168 cm.), signat i datat en 1622, col·lecció particular.
- Retrat del pare Jeroni Mos, oli sobre llenç (205 x 112 cm.), signat, Museu de Belles Arts de València.
- Visió de Sant Ignasi, oli sobre llenç (425 x 298 cm.), Museu de Belles Arts de València. Datat cap a 1631, quan hauria estat col·locat en l'altar del sant a la Casa Professa dels jesuïtes de València, substituït en 1658 per un altre del mateix artista i conservat també al museu de València, més ajustat a la iconografia tradicional en prescindir dels àngels companys de Sant Ignasi i de la mediació de Maria.[2]
- Retrat del senyor Felip Vives de Canyamars i Mompalau, oli sobre llenç (207 x 110 cm), signat i datat el 1634, col·lecció particular. Company d'aquest o de data pròxima ha de ser el Retrat del senyor Alonso de Cañamás, Kingston Lacy, col·lecció Bankes.
- Mort de Sant Lluís Bertran, oli sobre llenç (384 x 227 cm), Museu de Belles Arts de València. Col·locat 1653 en l'altar de la capella del sant en el convent de Sant Domingo de València, on feia de bocaport cobrint l'urna que contenia les relíquies del sant.

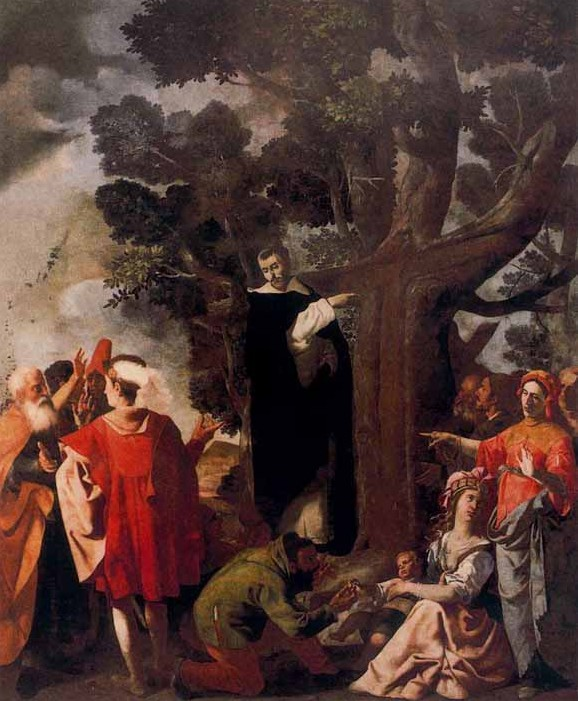
La Creu impresa en l'arbre, oli sobre llenç (405 x 333 cm), Museu de Belles Arts de València. Un dels quatre miracles de Sant Lluís Bertran, pintats per a la seva capella al convent de Sant Domingo, representa la predicació a l'illa del Cap de Sant Vicent.

- Miracles de Sant Lluís Bertran, sèrie de quatre llenços penjats a la mateixa capella del convent de Santo Domingo en 1655, representant La Creu impresa en l'arbre, El foc misteriosament apagat a Albaida, La pistola convertida en un crucifix i Conversió d'una dona en Índies. Amb la desamortització de Mendizábal els quatre van passar al Museu de Belles Arts de València, on van estar exposats fins a 1936. En l'actualitat, dispersos en dipòsits del museu.
- Últim Sopar, oli sobre llenç (315 x 221 cm), signat, església de Santa Maria, Morella. Se sap que el retaule en el qual està col·locat es va iniciar en 1657. El llenç s'inspira directament en el Sant Sopar pintat per Francesc Ribalta el 1606 per al Col·legi del Corpus Christi de València, tot i que l'artista reinterpreta els rostres acord amb les seves models habituals.
- Mare de Déu amb el Nen, oli sobre llenç (90 x 67 cm), Ajuntament de València, Museu de la Ciutat. Procedent de l'àtic del retaule de Sant Ignasi que va estar abans de la desamortització a la Casa Professa dels Jesuïtes per al qual Espinosa va pintar en 1658 una segona versió de la Visió de Sant Ignasi. Esmentada per Orellana com Mare de Déu oferint una fruita al Nen.[3]
- Missa de Sant Pere Pasqual, oli sobre llenç (173 x 123 cm), Signat i datat en 1660, Museu de Belles Arts de València. Procedent de la biblioteca del convent de la Mercè de València, ordre per a la qual Espinosa treballarà assíduament en els seus últims anys.
- Aparició de la Mare de Déu al Venerable Jeroni Calmell, oli sobre llenç (168 x 136 cm), col·lecció particular. Segons Orellana el quadre portava una signatura desapareguda i es datava en 1660.[4]
- Aparició de la Mare de Déu a Sant Pere Nolasc, oli sobre llenç (315 x 270 cm), Signat i datat en 1661, Museu de Belles Arts de València. Procedent del cor del convent de la Mercè de València, resulta, en la seva composició rígida, d'un notable arcaisme i posa de manifest la pervivència d'un mateix estil al llarg de tota la carrera del pintor, que continua fent ús d'una intensa llum dirigida, de notable efecte en destacar els hàbits blancs dels monjos.
- Aparició de Sant Pere i Sant Pau a Constantí, oli sobre llenç (245 x 314 cm), Museu de Belles Arts de València. Procedent de la capella de Sant Joan del Laterà del convent de la Mercè, juntament amb altres dos avui desapareguts i dos posteriors de José Jiménez Donoso, ha de correspondre a aquest moment d'estreta vinculació amb l'ordre de la Mercè. L'infreqüent assumpte, la lepra de Constantí, està pres de la Llegenda àuria de Jaume de Voràgine, que narra el succés en la llegenda del papa Sant Silvestre. El pintor resol amb habilitat la complexa composició en espais diversos banyats per llum en penombra.
- Miraculós troballa de la Verge del Puig, oli sobre llenç (225 x 172 cm), Museu de Belles Arts de València. Procedent del monestir del Puig, és probable que correspongui als encàrrecs del pare José Sanchis, provincial de l'Orde de la Mercè, al començament de la dècada de 1660.
- Retrat del Pare Fra José Sanchis, Mercedari, oli sobre llenç (203 x 101 cm), Universitat de València. Provincial de l'ordre entre 1659 i 1662, va impulsar l'embelliment dels convents mercedaris i la seva iniciativa es deuen les abundants obres que Espinosa va executar per l'ordre. Per l'edat del retratat ha de correspondre a una data propera a 1664, quan va arribar al generalat.
- Immaculada, oli sobre tela, signada i datada el 1660, Paranimf de la Universitat de València. Frontal i solemne, acompanyada d'un cor angèlic amb els tradicionals atributs, aferrada encara a l'arquetip creat a València per Joan de Joanes. Semblant a aquest era un altre llenç de la Immaculada de l'església parroquial de Llíria, signat i datat en 1663, que va resultar destruït en 1936.
- Sant Pasqual Bailón, oli sobre llenç (148 x 102 cm), Signat i datat en 1661, Barcelona, Museu Nacional d'Art de Catalunya.
- Mare de Déu amb el Nen, oli sobre llenç (115 x 85), signat i datat en 1661, comerç.[5] Embolicada en orla d'àngels, la Verge mostra un rosari de corall. Imatge de devoció de la qual va haver de realitzar algunes altres versions en data propera, com la del cambril de la Basílica dels Desemparats.

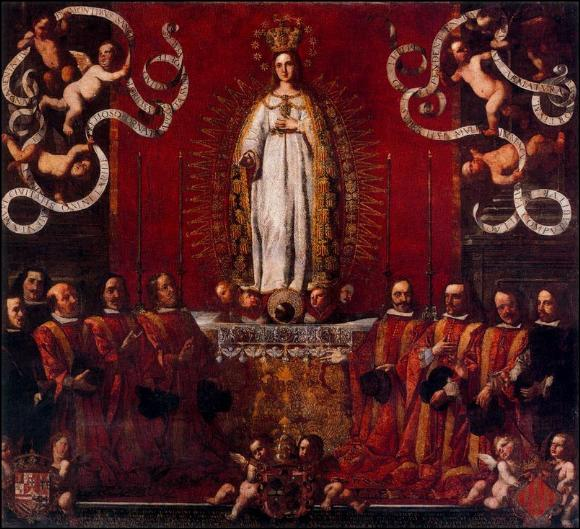
La Immaculada amb els jurats de la ciutat, oli sobre llenç (360 x 350 cm), Signat i datat el 1662, Llotja de València. Pintat per encàrrec de l'ajuntament per les festes en honor de la Immaculada.

- La Immaculada amb els Jurats de la ciutat, oli sobre llenç (360 x 350 cm.), Signat i datat en 1662, Llotja de València, Saló Daurat, en dipòsit de l'Ajuntament. Pintat amb ocasió de les festes amb què la ciutat va celebrar el Breu Pontifici fet per Alexandre VI, del 8 de desembre, pel qual s'autoritzava el culte a la Immaculada Concepció. Sobre un altar, la talla de la Immaculada, entre àngels amb filacteris, és adorada per una sèrie de personatges, els jurats de la ciutat, identificats en la inscripció situada al peu, retratats amb el característic realisme del pintor.
- Coronació de la Mare de Déu, oli sobre llenç (108 x 96 cm.), Ajuntament de València, Museu de la Ciutat. Pintat, potser, com a guió per a les festes de 1662 en honor de la Immaculada.[6]
- Crist crucificat, oli sobre llenç (247 x 167 cm), signat i datat en 1665, Museu de Belles Arts de Castelló. El Crist, viu, dibuixat amb perfecte rigor anatòmic, guarda tot i l'avançat de la data el record de Francesc Ribalta.[7]
- Comunió de la Magdalena, oli sobre llenç (315 x 226 cm), Signat i datat en 1665, Museu de Belles Arts de València. Obra mestra del pintor, la tela es va pintar per a l'altar major dels caputxins de Massamagrell. Naturalisme i tenebrisme, les dues notes característiques del pintor, segueixen presents en aquesta obra pintada poc abans de morir, amb les que arribarà notable intensitat dramàtica i emoció devota.
- Martiri de Sant Leodici i Santa Glisèria, oli sobre llenç (270 x 192 cm.), Col·legi del Corpus Christi de València. Obra darrera, conclosa pel seu fill Jacint d'Espinosa, que va cobrar el 1667 l'últim termini, tracta de nou un assumpte infreqüent aliè a la Llegenda daurada, narrat en forma successiva en diferents escenes com ja va fer a l'inici de la seva carrera en el Crist del Rescat.

### Obres de datació incerta

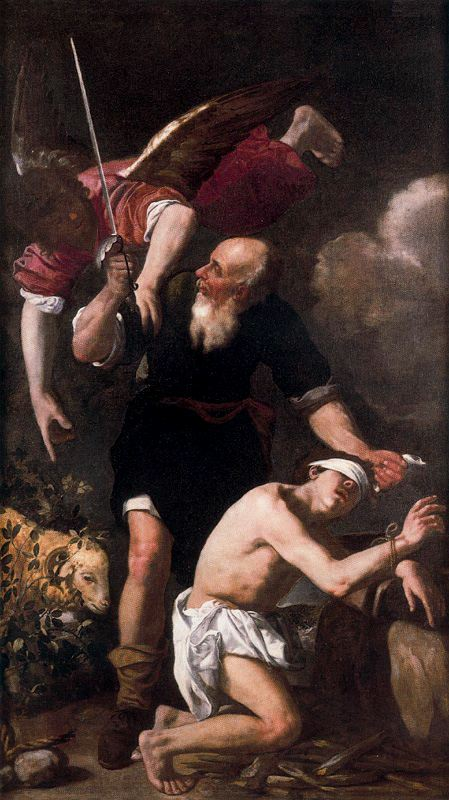
Sacrifici d'Isaac, oli sobre llenç (100 x 35 cm.), Església de Sant Andreu, València. El motiu, pres de l'Antic Testament, s'interpreta com prefiguració del sacrifici de Crist i correspon al moment de major aproximació d'Espinosa a Pedro Orrente.

- Àngels adorant l'Eucaristia, oli sobre llenç (92 x 74 cm.), Col·legi del Corpus Christi de València, Museu del Patriarca.
- La missa de Sant Gregori, oli sobre llenç (191 x 139), Madrid, Museu del Prado, atribuït en el passat a Francesc Ribalta. El motiu, que havia estat molt comú fins al segle xvi, era poc freqüent després de la Contrareforma, però Espinosa va haver d'abordar en més d'una ocasió segons les fonts documentals.
- Martiri de Sant Pere de Verona, oli sobre llenç (198 x 103 cm.), Madrid, Museu del Prado, adquirit el 1993 amb fons del llegat Villaescusa. Procedent de l'església de Sant Nicolau de València, d'on va desaparèixer el 1936. Per la forma d'omplir l'espai, portant les figures a primer terme, ha de ser obra primerenca. Una versió reduïda a la figura del sant es troba en el convent de les Trinitàries de Madrid aparellada a un Sant Vicent màrtir, obres probablement també autògrafes.[8]
- Naixement de la Mare de Déu, llenç enganxat a taula (48 x 81 cm.). Juntament amb el Naixement de Sant Joan, església de Sant Nicolau de València, restes de la predel·la del retaule de Sant Pere màrtir, il·lustren, segons Pérez Sánchez, el moment de màxima proximitat a l'obra de Pedro Orrente.[9]
- Crist recollint els vestits, oli sobre llenç (187 x 107 cm.), Museu del Prado, dipositat al Museu del Greco de Toledo.
- Sacrifici d'Isaac, oli sobre llenç (100 x 35 cm.), Església de Sant Andreu, València. El coneixement evident de la versió d'aquest mateix assumpte que va fer Orrente (Museu de Belles Arts de Bilbao), no impedeix fer a Espinosa una obra personal i refinada, de fort naturalisme i il·luminació tenebrista.
- Abraham i Melquisedec, oli sobre llenç (100 x 35 cm.), Església de Sant Andreu, València. Company de l'anterior, es tracta d'una de les poques ocasions en què el pintor aborda temes de l'Antic Testament, en ambdós casos considerats prefiguracions del sacrifici de Jesús.
- Sagrada Família al taller del fuster, oli sobre llenç (202 x 160 cm.), Museu de Belles Arts de València. A l'aire lliure, els accessoris de fusteria es dibuixen amb intens realisme.
- Sagrada Família amb Sant Joaquim i Santa Anna, oli sobre llenç (219 x 149 cm.), Museu de Belles Arts de València. Obra atribuïda de vegades al fill del pintor, Jeroni Espinosa de Castro.
- Presentació del Nen al Temple (Càntic de Simeó), oli sobre llenç (234 x 160 cm.), Museu de Belles Arts de València.
- Sagrada Família i Sants, oli sobre llenç (269 x 198 cm.), Museu de Belles Arts de València.
- Sagrada Família amb l'Infant adormit, oli sobre llenç (112 x 92 cm.), Museu de Belles Arts de València. Obra de caràcter ribaltesc i autografia debatuda, havent-se atribuït al seu deixeble Pau Pontons. Presenta el fet religiós amb un llenguatge quotidià, de manera que alguna vegada va ser acusada de "falta d'elevació". Quant a la seva datació, acceptant com autògrafa, Pérez Sánchez la data cap a 1660 i Benito Domenech la porta a l'inici de la seva carrera, cap a 1630, quan més estreta era la vinculació amb Francesc Ribalta.[10]
- Visitació, oli enganxat a taula (64 x 40), Madrid, col·lecció particular. La petita obra, procedent de la predel d'algun altar, conté un evident homenatge a la taula del mateix assumpte de Vicent Macip conservada al Museu del Prado.[11]
- Mort de la Mare de Déu, oli sobre llenç (92 x 106), València, col·lecció particular. Espinosa rendeix en aquest cas homenatge a Fernando Yáñez de la Almedina, inspirant-se en la seva Mort de la Verge de les portes del retaule de la Catedral per a la disposició general i algunes de les figures, encara que reinterpretant aquella composició amb el seu fort sentit naturalista.
- Sant Abraham ermità ensenya a llegir a la seva neta Maria, oli sobre llenç (120 x 90 cm.), Signat, Barcelona, col·lecció particular. Obra d'insòlita iconografia l'assumpte no s'ha aconseguit identificar.
- Sant Joan Baptista, oli sobre llenç (112 x 90 cm.), Madrid, Museu del Prado.

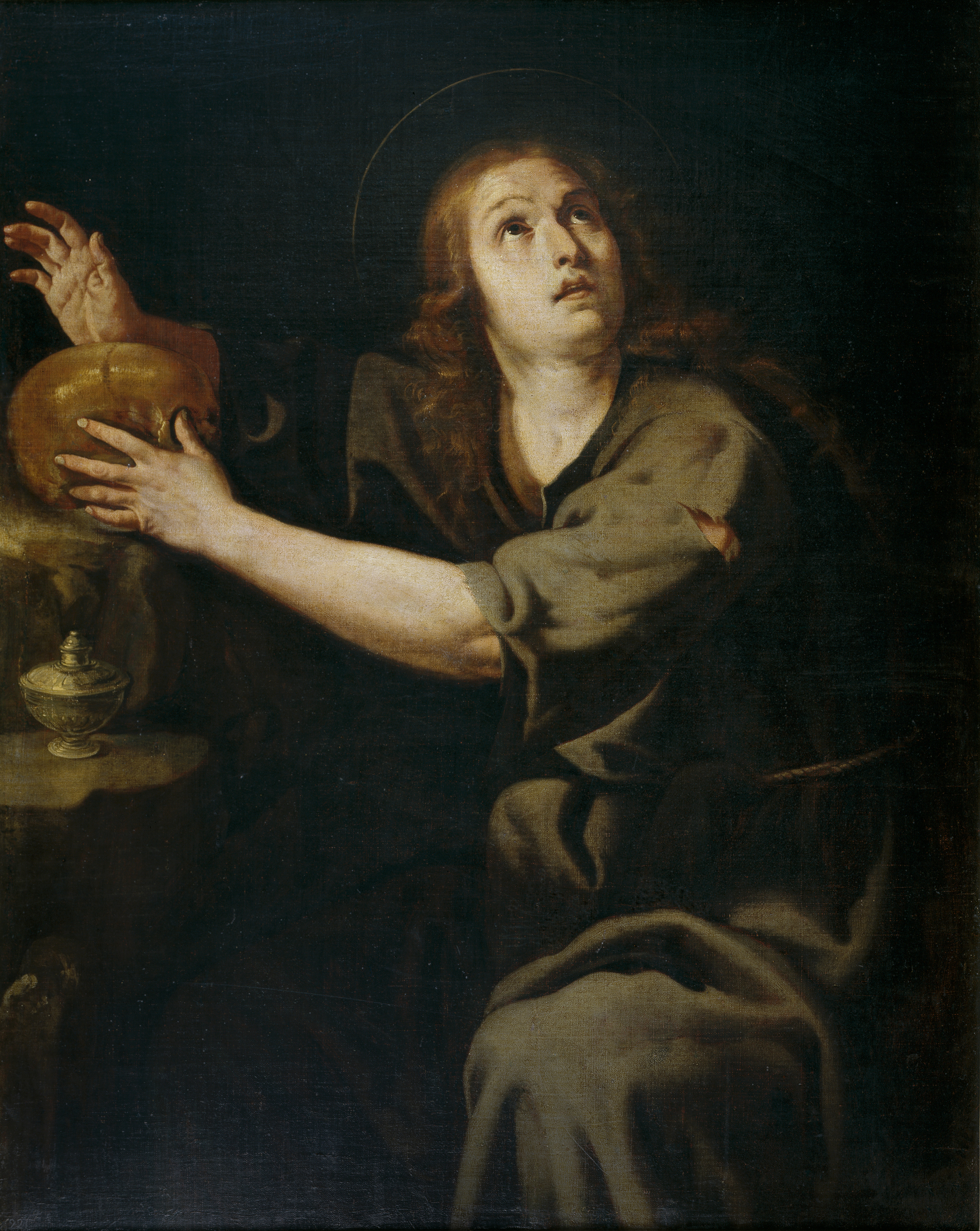
Magdalena penitent, oli sobre llenç (105 x 84 cm.), Madrid, Museu del Prado.

- Magdalena penitent, oli sobre llenç (105 x 83 cm.), Museu de Belles Arts de València, idèntic a una altra versió del Museu del Prado, obres de mig cos que, com el Sant Joan Baptista anterior, anirien destinats a la devoció privada, sent la seva repetició prova de l'èxit assolit.[12] Diferent és una altra versió del mateix assumpte, de més de mig cos, conservada també en el Museu del Prado (105 x 84), va ser un regal de l'Acadèmia de Sant Carles a Ferran VII al seu pas per la ciutat en 1814.
- Martiri de Sant Marcel, oli sobre tela, signat sense data, Museu de Belles Arts de València, en mal estat de conservació.
- Sant Lluís bisbe, llenç de grans proporcions guardat al Museu de Belles Arts de València en mal estat de conservació. Antonio Palomino el descriu a la Casa Professa dels jesuïtes, dient que «en la casta, i força del clar, i fosc, sembla del Cavaller Màxim».
- Sant Vicent Ferrer, oli sobre llenç (103 x 89 cm.), Museu de la Ciutat, València.
- Adoració de l'Eucaristia, llenç enganxat a taula (89 x 67 cm.), Museu de Belles Arts de València. Composició de marcat arcaisme en la qual afloren records propis del manierisme en les figures tallades del primer terme.
- Adoració dels pastors, oli sobre llenç (225 x 170 cm.), Església parroquial de la Mare de Déu dels Àngels, Xelva. En la mateixa església es conserva un altre llenç del mateix assumpte i format vertical (200 x 246 cm.), Igualment autògraf.
- Mare de Déu i el Nen en un tron amb àngels, oli sobre llenç (191 x 148 cm.), Madrid, Museu del Prado. Obra de severa simetria però que data dels últims anys de vida del pintor, per la semblança del tipus de la Mare de Déu amb la de Barcelona, datada el 1661.
- La Mare de Déu nena amb els seus pares Sant Joaquim i Santa Anna, oli sobre llenç (96 x 74 cm.), Catedral de València. Obra danyada en l'incendi del Museu Diocesà el 1936, és notable el davantal que vesteix la Mare de Déu, amb els atributs de la lletania lauretana brodats de vius colors.
- Sant Tomàs de Villanueva donant almoina, oli sobre llenç (108 x 85 cm.), Museu de Belles Arts de València. De poc més de mig cos, va haver-se de pintar després de 1658, data de la seva canonització, i potser llavors ho fes més d'una vegada segons les fonts antigues.[13]
- Sant Ramon Nonat adorant l'Eucaristia, oli sobre llenç (254 x 180 cm.), Madrid, Museu del Prado.
- Intercessió de Sant Pere Nolasc per uns frares malalts, oli sobre llenç (181 x 119 cm.), Museu de Belles Arts de València. Considerat com una de les obres mestres del pintor, procedeix de la infermeria del convent de la Mercè de València d'on va sortir amb la invasió francesa. La identificació del donant fa suposar, però, que el llenç no pertanyia a la sèrie d'obres per a la Mercè pintades a partir de 1660, havent avançar la data de la seva composició en almenys deu anys.[14]
- Sant Llorenç, oli sobre llenç (250 x 184 cm.), Església de Sant Tomàs, València.
- Mare de Déu del Roser i Sants, oli sobre llenç (173 x 130 cm. Amb marc), església de Sant Tomàs, València. Semblant en la seva composició equilibrada al llenç de la Mare de Déu del Rosari del convent de Sant Martí a Sogorb, destruït el 1936, que estava signat en 1663.
- Quatre teles de gran format de la llegenda de Sant Esteve a la seva església de València, on van servir de portes de la seva retaule major, passats després a la nau del temple. Els seus motius, seguint la Llegenda Daurada de Jaume de Voràgine, representen El somni de Luciano, Luciano davant el bisbe, Troballa del cos de Sant Esteve i Trasllat de les restes de Sant Esteve. En aquest últim, un dels personatges assistents al trasllat, vestits amb vestit negre contemporani i mirant fixament l'espectador, desentenent de la processó encara que conservant les mans unides en gest devot, pogués ser un autoretrat del pintor, segons va sostenir Orellana.[15]
- Sant Vicent Màrtir, amb dalmàtica vermella i la creu en aspa i la roda de molí del seu martiri. És probable que siga un autoretrat. Col·lecció particular (Barcelona). La seva atribució es va realitzar amb motiu de l'Exposició "La Glòria del Barroc" a la ciutat de València en 2009-2010.[16]